# دارن باندوک
دارن باندوک (انگلیسی: Darren Bundock؛ زادهٔ ۲۱ مارس ۱۹۷۱) قایقران اهل استرالیا است.